# Чемпионат мира по современному пятиборью среди женщин 1991
XI Чемпионат мира по современному пятиборью среди женщин проводился в городе Сидней, Австралия с 27 по 30 октября 1991 года.
На чемпионат прибыло 53 спортсменки из 14 стран. Впервые на чемпионатах мира среди женщин были разыграны медали в эстафете.
Советская команда была представлена всего двумя спортсменками: Жанной Долгачевой и Ириной Красновой. В итоге сборная СССР не смогла принять участие в борьбе за медали в командном первенстве и эстафете.
По непонятным причинам руководители Спорткомитета СССР не включили в состав команды спортсменок, которые по итогам системы отбора претендовали на места в сборной СССР:Екатерина Болдина 2 место по отбору (победитель Международных соревнований в г. Минск, 4 место на чемпионате СССР лично и первое в команде); Светлана Султанова 3 место по отбору (чемпионка СССР); Краснова Светлана 4 место по отбору (бронзовый призёр чемпионата СССР); Литвинова Татьяна 5 место по отбору (бронзовый призёр Кубка СССР, 5 место на Международных соревнованиях в г. Минск, 6 место на чемпионате СССР лично и 1 место в команде).
К большому сожалению  эти спортсменки были лишены возможности защищать честь своей страны в самом главном соревновании года.
В личном зачете И. Краснова заняла 7 место, Ж. Долгачева до последнего вида - конкура, претендовала на призовое место, но не справилась с лошадью и получила - 0 очков. К слову Жанна оказалась единственной пятиборкой, не получившей никаких зачетных очков из 53 стартовавших спортсменок в конкуре.
Команда Польши стала первым чемпионом мира в эстафетных соревнованиях.

## Чемпионат мира. Женщины
- Личное первенство. Победитель и призёры.

| Дисциплина        | Золото                       | Серебро                           | Бронза                           |
| Личное первенство | Ева Fjellerup · Дания · 5286 | Каролина Делямер · Франция · 5260 | Кристина Минелли · Италия · 5246 |

- Личное первенство. Итоговые результаты.

| Место | Спортсмен        | Дата рождения | Страна  | Фехтование | Плавание    | Стрельба | Кросс     | Конкур | Сумма |
| ----- | ---------------- | ------------- | ------- | ---------- | ----------- | -------- | --------- | ------ | ----- |
| 1.    | Ева Fjellerup    | 30.02.1962    | Дания   | 958        | 2:23.9/1136 | 1045     | 7.11/1145 | 1002   | 5286  |
| 2.    | Каролина Делямер | 11.03.1965    | Франция | 979        | 2:22.7/1144 | 1105     | 7.36/1020 | 1002   | 5260  |
| 3.    | Кристина Минелли | 21.08.1970    | Италия  | 1042       | 2:24.6/1124 | 955      | 7.29/1055 | 1070   | 5246  |

## Победители и призеры
| Дисциплина           | Золото                                                | Серебро                                                          | Бронза                                                          |
| Индивидуальный зачет | Дания · Ева Fjellerup ·                               | Франция · Каролина Делямер ·                                     | Италия · Кристина Минелли ·                                     |
| Командный зачет      | Польша · Дорота Idzi · Анна Сулима · Ивона Kowalewska | ИталияКристина Minelli · Барбара Boccolari · Emanuela Gabella ·  | Франция · Каролина Delemer · Софи Морессе · Натали Hugenschmitt |
| Эстафета             | Польша · Дорота Idzi · Анна Сулима · Ивона Kowalewska | Италия · Кристина Minelli · Барбара Boccolari · Emanuela Gabella | Швеция · Anne Санделл · Agneta Flygare · Керстин Danielsson     |